# Chiridiella megadactyla
Chiridiella megadactyla is een eenoogkreeftjessoort uit de familie van de Aetideidae. De wetenschappelijke naam van de soort is voor het eerst geldig gepubliceerd in 1971 door Bradford.